# Giuseppe Samonà
Giuseppe Samonà (Palermo, 8 aprile 1898 – Roma, 31 ottobre 1983) è stato un architetto, urbanista e politico italiano.
Considerato uno dei maggiori architetti italiani della sua epoca, fu altrettanto celebrato come urbanista.

## Biografia
Giuseppe Samonà è una delle figure più complesse dell'architettura italiana del Novecento. La sua importanza è da ricondurre al Regio istituto superiore di Architettura di Venezia (poi IUAV) che viene chiamato a dirigere nel 1943.
Primo di sette figli, entrambi i genitori appartenevano all'aristocrazia siciliana. Il padre Carmelo Samonà aveva studiato medicina ma non esercitò mai la professione, alternandosi tra la gestione dei propri beni e la passione per la filosofia e la psicologia; tra le sue frequentazioni figurava Giovanni Gentile, che ebbe un ruolo rilevante nella formazione di Giuseppe. La madre Adele Monroy, principessa di Pandolfina e di Formosa, apparteneva a una casata di origine estremegna. Il matrimonio portò alla formazione di un consistente patrimonio fondiario, con possedimenti anche fuori dalla Sicilia.
Negli anni del liceo frequentò gli atelier di vari artisti siciliani, tra cui Antonio Ugo, Bernardo Balestrieri ed Ettore Ximenes, che lo introdussero al disegno. Fu attratto dall'architettura probabilmente quando lo zio Ferdinando Monroy, tornato da Parigi, gli regalò la collezione dal 1840 al 1879 della Revue générale de l’architecture. Importante fu anche un altro zio materno, ingegnere presso il Comune di Palermo.
Laureatosi presso l'Università di Palermo nel 1922, nel 1927 intraprende la carriera da docente, insegnando dapprima all'Università di Messina e poi, dal 1931 al 1936 all'Università Federico II di Napoli.

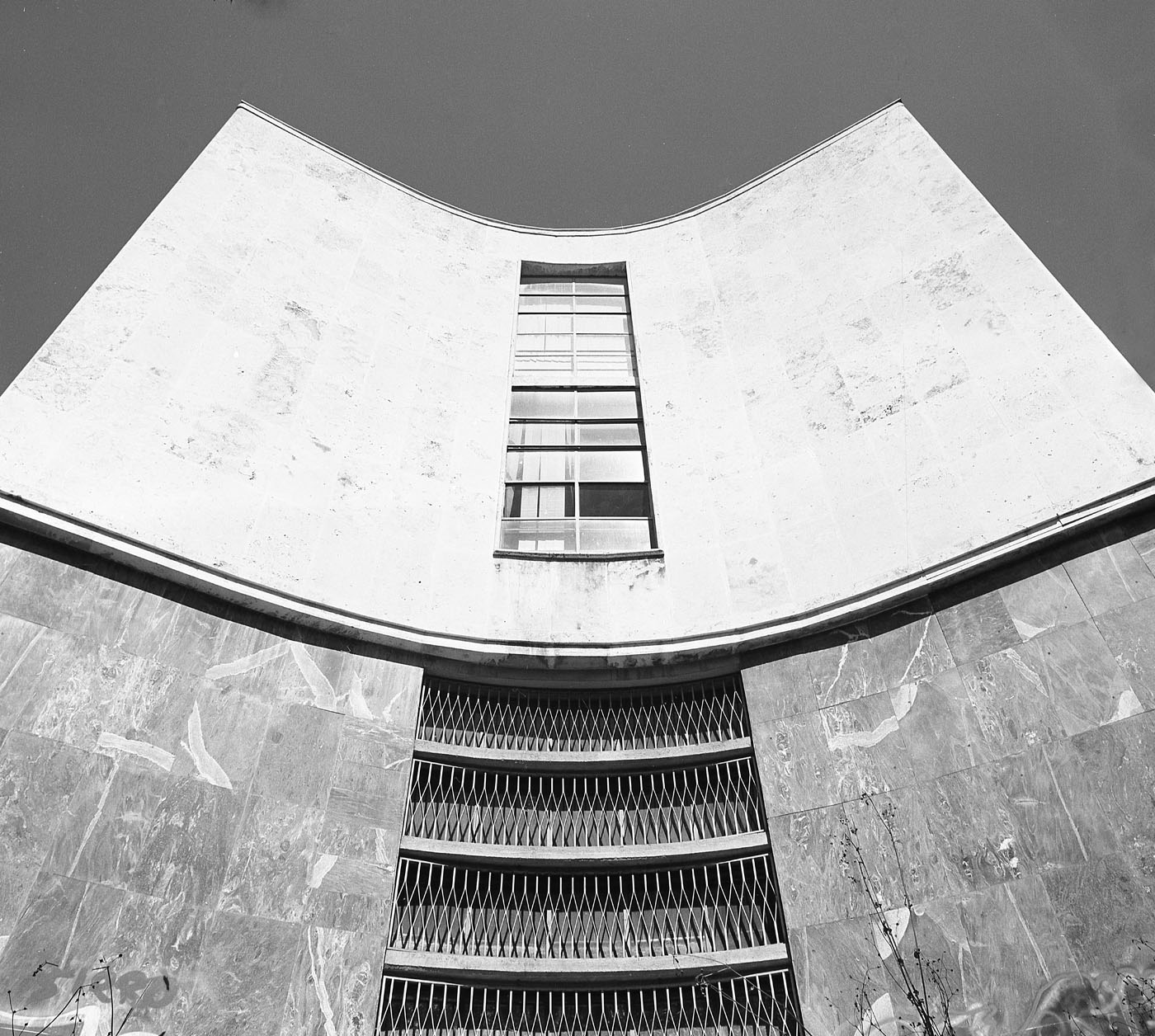
Roma Ufficio Postale a via Taranto facciata laterale

Fra i suoi progetti più importanti, quello del 1929, che prevede la riedificazione dello scenario portuale della città di Messina con la cosiddetta "Palazzata" o "Teatro marittimo", costituito da una cortina di tredici edifici, stilisticamente omogenei, collegati da porte monumentali. La ricostruzione della Palazzata non fu mai portata a termine, e furono solo i primi due edifici (quelli dell'INA) con la relativa porta intermedia ad essere costruiti secondo il progetto della ricostruzione.
Nel 1936 viene chiamato dall'Istituto Universitario di Architettura a Venezia, dove prosegue l'attività accademica fino al 1971 e dove fonda, fra l'altro, la cosiddetta "Scuola di Venezia".
Fra gli altri progetti di Samonà, il Centro Traumatologico Ospedaliero di Bari (1948), Villa Scimemi a Palermo (1950), l'attuale Palazzo dell'Enel di Palermo, un tempo "Edificio Sges" (1961), l'edificio sede della Banca d'Italia a Padova, il Municipio di Gibellina (1971) e il Teatro Popolare di Sciacca (1974),  parzialmente completato nel 2015 (sala "A") ed aperto al pubblico nel maggio del 2015.
Dal 25 maggio 1972 al 4 luglio 1976 è Senatore della Repubblica. Eletto nelle liste del Partito Comunista Italiano in Veneto, aderisce, fin dal suo esordio in politica, al Gruppo della Sinistra Indipendente.
È ricordato anche per essere stato uno dei "quattro saggi", insieme a Giancarlo De Carlo, Umberto Di Cristina e Anna Maria Sciarra Borzì, incaricati di redigere il "Piano Programma" del centro storico di Palermo (1979 - 1981).

## Opere

### Architettura e urbanistica
Principali opere

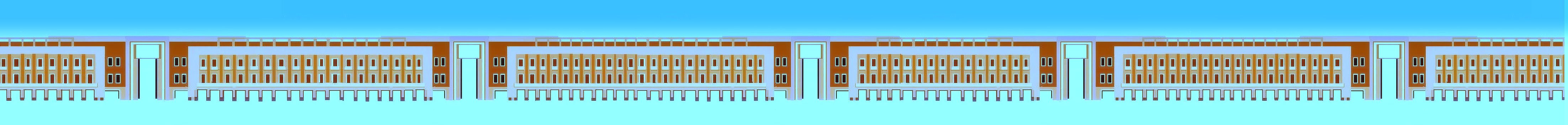
La Palazzata di Messina progettata da Samonà con Viola, Autore e Leone

- Concorso per la Cattedrale, La Spezia.
- Concorso per il Palazzo di Giustizia, Campobasso (I e II grado).
- Concorso per la nuova facciata tipo verso mare della Palazzata di Messina (con Camillo Autore, Raffaele Leone, Giulio Viola)
- Concorsi per edifici ad uso dei Servizi postali, telegrafici e telefonici nel quartiere Appio
- Concorso per il Palazzo del Littorio e della Mostra della Rivoluzione fascista a Roma
- Concorso di I grado per la nuova sede della Cassa di Risparmio a Modena
- Concorso per l'Auditorium di Roma e progetto di sistemazione di un gruppo di teatri di posa per il cinema a Ostia (RM)
- Rilievo del Duomo di Cefalù (PA)
- Villa a Baja (Pozzuoli, NA)
- Progetto di edificio ad appartamenti in piazza Dalmazia a Roma
- Concorso per la sistemazione dell’area del Crystal Palace a Londra (con A.G. Evans)
- Progetto per l’ingresso della Fiera del Mediterraneo a Palermo
- Concorso per l’ospedale traumatologico Inail a Roma
- Ospedale ortopedico traumatologico Inail a Bari
- Palazzo per uffici e abitazioni dell'Ina a Treviso (con Egle Renata Trincanato)
- Villa Scimeni a Mondello (Palermo)
- Palazzo per uffici e abitazioni Inail a San Simeone a Venezia (con Egle Renata Trincanato)
- Quartiere Ina-casa Villaggio San Giuliano a Mestre (L. Piccinato e G. Samonà coordinatori)
- Palazzi per abitazioni e uffici nella Palazzata di Messina
- Quartiere sperimentale Borgo Ulivia a Palermo (con A. Bonafede, C. Calandra e E. Caracciolo)
- Sede degli uffici Sges-Enel a Palermo (con G. Marcialis e A. Samonà)
- Concorso internazionale per il piano particolareggiato della nuova Sacca del Tronchetto a Venezia, motto "Novissime" (con C. Dardi, V. Pastor, G. Polesello, L. Semerani, G. Tamaro, E. R. Trincanato)
- Centrale termoelettrica Tifeo a Termini Imerese (PA) (con G. Marcialis e A. Samonà)
- Concorso per il nuovo Centro direzionale di Torino (con C. Dardi, V. Pastor, G. Polesello, L. Semerani, G. Tamaro, E. R. Trincanato)
- Piano urbanistico comprensoriale del Vajont (con C. Dardi, E. Mattioni, V. Pastor, G. Polesello, L. Semerani, G. Tamaro, E. R. Trincanato)
- Progetto di edificio di abitazione a Mestre (con G. Marcialis e A. Samonà)
- Concorso per la nuova sede degli uffici e della biblioteca della Camera dei deputati a Roma (con A. Samonà)
- Nuova sede della Banca d’Italia a Padova (con A. Samonà, G. Pizzetti)
- Concorso internazionale di idee per un collegamento stabile viario-ferroviario tra la Sicilia e il continente (con altri)
- Centro civico, culturale e commerciale a Gibellina (TP) (con V. Gregotti, G. Pirrone, A. Samonà)
- Concorso per la nuova università degli studi di Cagliari (con altri)
- Teatro Popolare di Sciacca (AG) (con A. Samonà)
- Progetto di concorso per il Centro direzionale di Firenze (G. Samonà capogruppo)
- Progetto di concorso internazionale d’architettura per la Tête-Défence, Parigi (con G. Marcialis, A. Samonà e E. R. Trincanato)

### Pubblicazioni
- La casa popolare, E.P.S.A., Napoli 1935
- I monumenti italiani: il duomo di Cefalù, La Libreria dello Stato, Roma 1939
- Il duomo di Cefalù, Nuove Grafiche, Roma 1940
- L'urbanistica e l'avvenire della città, Roma-Bari 1978

## Mostre
- Giuseppe e Alberto Samonà. Lezioni di architettura, mostra a cura di Francesco Tentori e Marco Pogacnik, con Ilhyun Kim, 16 maggio > 26 luglio e 5 settembre > 15 novembre 2002, http://www.iuav.it/ARCHIVIO-P/[collegamento interrotto];
- Giuseppe Samonà. Due mostre all'Università Iuav di Venezia, 1 marzo > 11 maggio 2018, Università Iuav di Venezia Archiviato il 15 aprile 2022 in Internet Archive.:
  - Per la città pubblica. progetti 1949-1983, a cura di Giovanni Longobardi e Giovanni Marras con Stefano Balzanetti e Laura Pujia;
  - La vita delle opere. Fotografie di Umberto Ferro, Paolo Monti, Claudio Sabatino, Egle Renata Trincanato, a cura di Angelo Maggi.

## Archivio
Il fondo Giuseppe Samonà è conservato presso l'Università IUAV, Istituto Universitario di Architettura di Venezia, Archivio Progetti.